# 페어플레이 (미주리주)
페어플레이 미주리주미주리주는 미주리주에 도시다 
페어플레이 미주리주의 위치
좌표37°37'48"N 93°34'24°w
나라 미국
주 미주리주
카운티 폴크
면적
합계 0.41 sq mi(1.06km²)
육지 0.41 sq mi(1.06km²) 
물 0.00 sq mi(1.06km²).
표고 981 ft(최대 m)
인구 (2010기준)
합계 475
견적 473
(2019)
밀도 1,1987.73/sp
mi(457.65/km²)
시간대 UTC-6(중앙(CTS))
여름 UTC-5(CTD)
우편번호 65649
지역번호 417
FIPS 29-23428
GNOS 피처 ID 0735611